# Primer ferrocarril transcontinental dels Estats Units

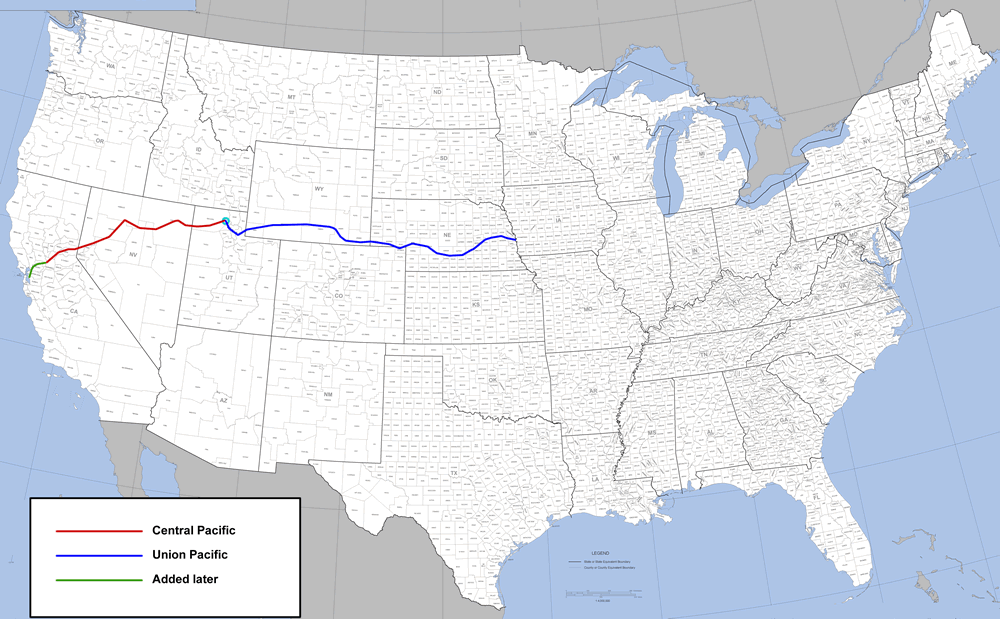
La ruta del ferrocarril des d'Iowa a Califòrnia.

El Primer ferrocarril transcontinental dels Estats Units fou una línia de ferrocarril, construïda entre 1863 i 1869 per les companyies Central Pacific i Union Pacific, que connectà Council Bluffs (Iowa) i Omaha (Nebraska) amb Sacramento (Califòrnia) i l'oceà Pacífic a Oakland (Califòrnia). Enllaçant amb la xarxa ferroviària existent a l'est va connectar, de fet, la costa de l'oceà Atlàntic amb la del Pacífic per primera vegada amb ferrocarril. La línia s'anomenava popularment Overland Route i va estar en servei fins a la fi de l'any 1962. Posada en servei el 10 de maig de 1869 amb la col·locació del simbòlic "darrer clau" (conegut com el golden spike) a Promontory (Utah), aquesta ruta establí un sistema de transport mecanitzat transcontinental que revolucionà la demografia i l'economia del Far West dels Estats Units.

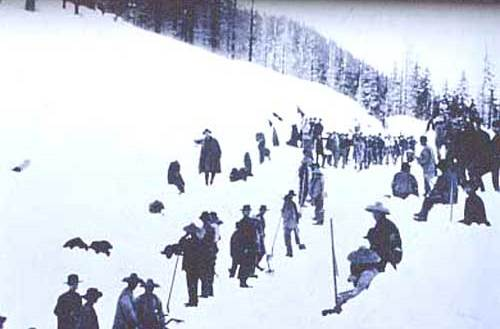
Treballadors xinesos construeixen el ferrocarril sobre la neu.
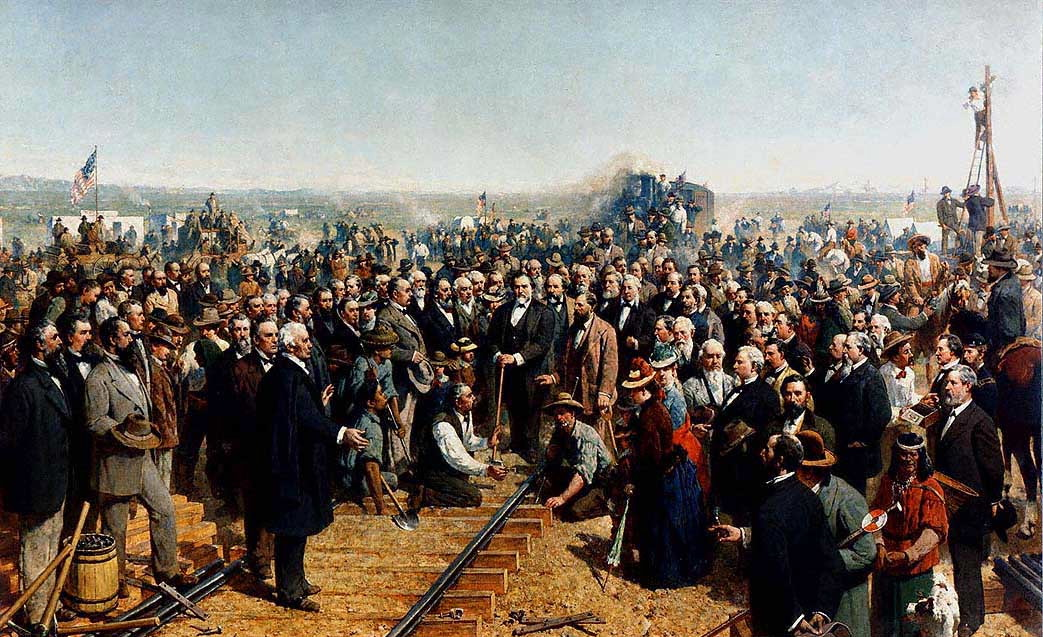
The Last Spike, de Thomas Hill (1881).
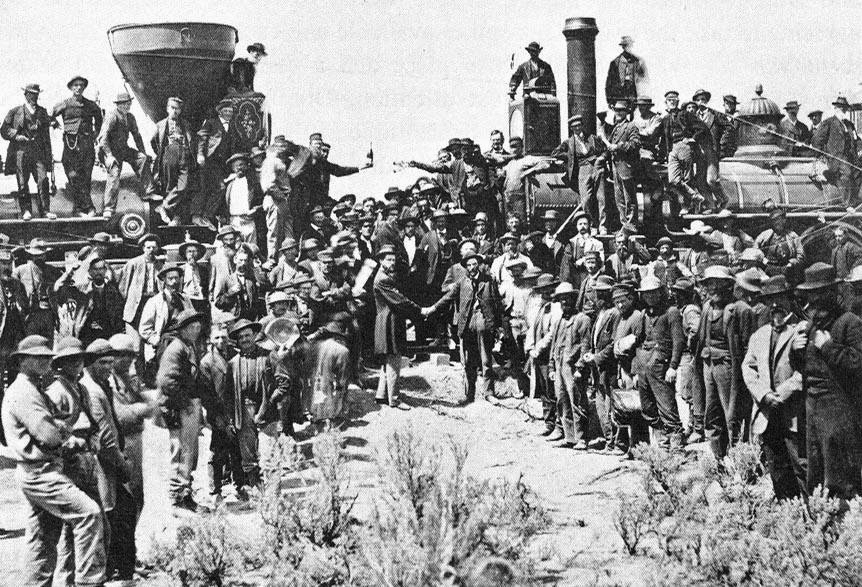
La trobada de les línies del primer ferrocarril transcontinental dels Estats Units.